# Christian Estrosi

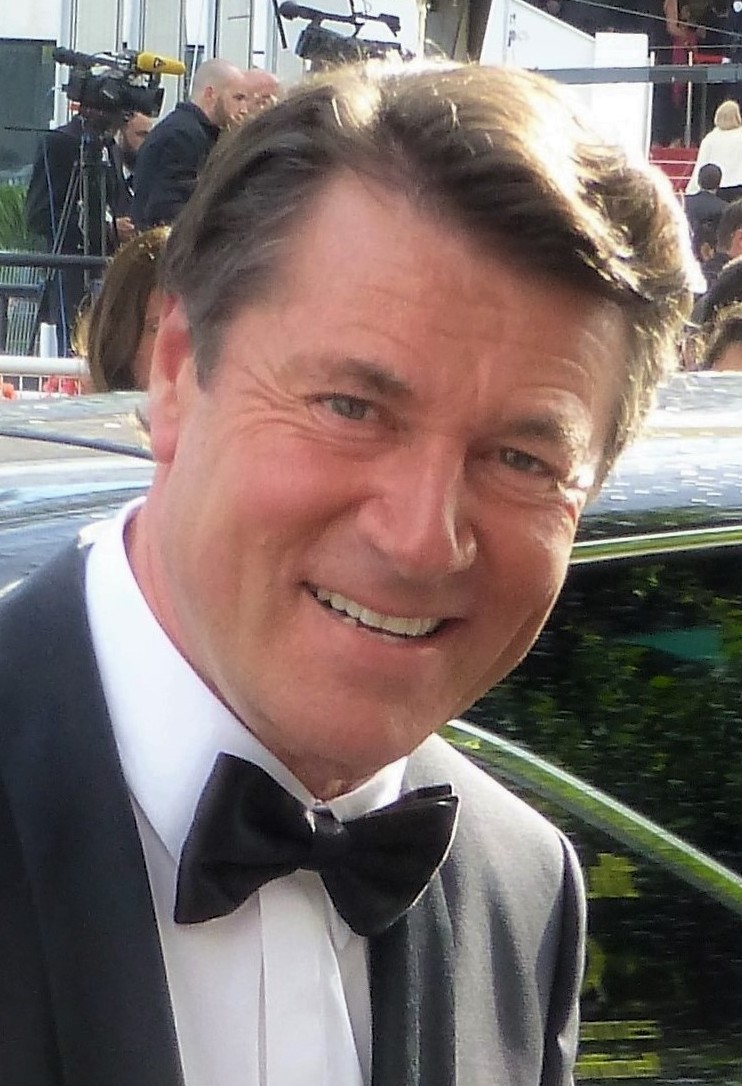
Christian Estrosi

Christian Estrosi (Nice, 1 juli 1955) is een Frans politicus en voormalig kampioen motorrijden.

## Levensloop
Christian Estrosi, enige zoon van een Italiaanse migrant, behaalde zijn baccalaureaat niet, omdat hij zich volledig toelegde op een sportieve carrière als motorrijder.
Hij werd viermaal Frans kampioen tussen 1974 en 1979 en winnaar op twee wereldkampioenschappen in de categorie 750 cc.
Daarop begon hij aan een commerciële en politieke carrière.
Nadat hij concessiehouder werd voor het Japanse merk Kawasaki, stapte hij in de politiek, in het kielzog van de burgemeester van Nice. In 1983 werd hij verkozen tot gemeenteraadslid en adjoint au maire voor sport. In 1989 werd hij voorzitter voor het departement als verkozene van de Rassemblement pour la République (RPR).
Van 1983 tot 1988 was hij lid van de Grande loge nationale de France (GLNF).
In 1988 werd hij tot parlementslid verkozen. In 1993 herkozen, werd zijn verkiezing door de Conseil constitutionnel ongeldig verklaard, vanwege onregelmatigheden bij de verklaring van de campagnekosten.
Hij werd opnieuw verkozen in 1997, 2002, 2007 en 2012. Hij nam ontslag in maart 2016.
In 1985 werd hij lid van de algemene raad voor de Alpes-Maritimes. In 2001 werd hij er eerste ondervoorzitter en in 2003 voorzitter, tot in 2008.
In 2005-2007 was hij minister voor Ruimtelijke Ordening in de regering-Dominique de Villepin.
Van juni 2007 tot maart 2008 was hij staatssecretaris voor de Overzeese gebieden in de regering-François Fillon.
In 2008 nam hij ontslag om zich voltijds te wijden aan zijn taak als burgemeester van Nice.
In juni 2009 trad hij opnieuw toe tot de regering-Fillon, als minister voor Industrie, tot in november 2010.

## Maire van Nice
Na de gemeenteraadsverkiezingen van maart 2008 werd hij maire van Nice.
In april 2008 werd hij ook verkozen tot voorzitter van de agglomeratieraad Nice-Côte d'Azur. In januari 2012 werd hij verkozen tot voorzitter van de raad Métropole Nice Côte d'Azur, samenvoeging van drie gemeenschapsraden.
In 2014 behield hij de meerderheid bij de gemeenteraadsverkiezingen en bleef maire.
In 2016 nam hij vanwege nieuwe cumulregels ontslag als maire, om voorzitter van de raad voor de metropool te blijven.
In 2020 werd Estrosi wederom gekozen als maire.

## In de UMP, vervolgensLes Républicains
In de UMP (opvolger van de RPR) heeft Estrosi verschillende functies vervuld:
- politiek adviseur (2002-2005),
- nationaal secretaris, bevoegd voor de federaties (2004-2005),
- adjunct secretaris-generaal (2008-2009),
- voorzitter van de UMP in het departement Alpes-Maritimes (sinds 2002),
- politiek adviseur van de UMP (sinds 2009),
- vicevoorzitter van de UMP (2013- ),
- voorzitter van de nationale commissie voor de investituren (2014-2016).

In 2016 steunde hij de kandidatuur van Nicolas Sarkozy bij de voorverkiezingen voor het aanduiden van een presidentskandidaat. In het duel François Fillon - Alain Juppé, steunde hij voorzichtig eerstgenoemde.

## Regionale raad Provence-Alpes-Côte d'Azur
Van 1992 tot 2002 was hij lid van de regionale raad Provence-Alpes-Côte d'Azur. Van 1992 tot 1998 was hij er vicevoorzitter. In 2002 nam hij ontslag vanwege de cumulwetgeving.
In 2015 won hij de regionale verkiezingen en werd voorzitter van de regionale raad Provence-Alpes-Côte d'Azur.
In mei 2017 nam hij ontslag uit deze functie om opnieuw voltijds maire van Nice te worden.

## Palmares als motorrijder
- Eerste koers, vijfde plaats op 250 cc
- Tour de France motor (1974)
- Tweede in Wereldkampioenschap 750 cc in Dijon (1975)
- Tweede in de Bol d'or op Kawasaki (1975)
- Kampioen voor Frankrijk op motor 750 cc (1975)
- Wereldkampioenschap 750 cc in Dijon, F.I.M.-prijs (1976))
- Winnaar etappe in Nogaro in de Europese kampioenschappen 750 cc (1976)
- Vierde in kampioenschap Moto Journal 200 (1976)
- Tweede in kampioenschap van Frankrijk voor motor 750 cc (1976)
- Winnaar van een etappe in de Wereldkampioenschappen 750 cc in Dijon (1977)
- Kampioen Frankrijk motor 750 cc (1977)
- Kampioen Grote Prijs voor Frankrijk op 500 cc (1978)
- Tweede en Derde in Nogaro op motor 750 cc (1979)
- Kampioen voor Frankrijk motor 750 cc (1979)

## Privé
Estrosi trouwde met Dominique Sassone, dochter van Jean Sassone (1931-2006), die adjoint au maire was in Nice (1977- 1995). Ze hebben samen twee dochters, geboren in 1985 en 1988 en zijn later gescheiden.
Dominique Sassone werd in 2014 tot senator verkozen.
Hij hertrouwde in november 2016 met Laura Tenoudji, redactrice bij France 2, die in augustus 2017 een dochter kreeg.

## Publicaties
- Le battement d'ailes du papillon: Bâtir un nouveau modèle économique pour plus de justice sociale, Pascal Galodé éditeurs, Saint-Malo, 2011, isbn 978-2-35593-190-1.
- Fils de Nice, Editions du Rocher, Nice, 2013, isbn 978-2-268-07529-7.
- (samen met Maurice Szafran) Il faut tout changer!, Albin Michel, Parijs, 2017.